# Nainwa
Nainwa là một thành phố và khu đô thị của quận Bundi thuộc bang Rajasthan, Ấn Độ.

## Địa lý
Nainwa có vị trí 25°46′B 75°51′Đ / 25,77°B 75,85°Đ Nó có độ cao trung bình là 291 mét (954 foot).

## Nhân khẩu
Theo điều tra dân số năm 2001 của Ấn Độ, Nainwa có dân số 15.172 người. Phái nam chiếm 52% tổng số dân và phái nữ chiếm 48%. Nainwa có tỷ lệ 61% biết đọc biết viết, cao hơn tỷ lệ trung bình toàn quốc là 59,5%: tỷ lệ cho phái nam là 72%, và tỷ lệ cho phái nữ là 48%. Tại Nainwa, 16% dân số nhỏ hơn 6 tuổi.